# 러시아-벨라루스 국경
러시아-벨라루스 국경은 러시아와 벨라루스 사이의 국경으로, 1991년 이전에는 러시아 소비에트 연방 사회주의 공화국과 벨로루시 소비에트 사회주의 공화국의 국경이었다. 공식적으로 국경은 존재하지만, 연맹국 조약과 유라시아 경제 연합으로 인해 세관이나 관세 부여는 이루어지지 않는다.
국경의 길이는 1239 km로, 육상 857.7 km, 강 362.3 km, 호수 19 km이다.

## 역사
러시아-벨라루스 국경은 1991년 12월 소련의 붕괴 이후 공식적으로 설립되었다. 1995년 5월 알렉산드르 루카셴코와 당시 러시아 총리 빅토르 체르노미르딘은 상징적인 의미에서 스몰렌스크주의 국경 표지를 철거했으나, 국경 감시대는 프스코프와 스몰렌스크에 남아 있었으며, 브레스트에서는 외부 국경 감시 작전을 수행하는 사령관 사무실이 있었다.
2009년 6월, 우유 전쟁으로 인해 벨라루스는 국경에 세관을 설치하고 세관원을 배치했으나, 분쟁이 종료된 6월 말 다시 철거하였다.
2011년 4월 1일, 공식적으로 국경의 세관 통제가 사라졌다. 또한 협정에 따라 만약 벨라루스 당국이 차량의 불규칙적인 사항이나 필요한 서류의 결함을 확인하면, 운전자에게 통지하고 반대편 영토에 도착하기 전에 필요한 서류에 대해 알리고, 운송업자에게 문제를 해결했다는 증거를 제시하게끔 하기 위해 상대국 측의 검문소 위치를 안내하게끔 하였다. 운전자는 통지를 받은 후 러시아 체크포인트에 문제를 해결했다는 증거를 제시해야 하며, 러시아의 확인이 있는 증명서를 제시해야면 러시아-벨라루스 연맹국을 벗어날 수 있다.
2012년 4월, 러시아-벨라루스 국경 위원회는 흐로드나에서 회담을 가졌다. 러시아-벨라루스 연맹국의 총리인 그리고리 라포타는 러시아에서의 벨라루스 국경 감시원 훈련과 국경 감시용 헬리콥터 2대 구매 등 벨라루스 국경 관련에 연맹국 예산 2억 8570만 루블이 사용되었다고 밝혔다.
러시아와 벨라루스 사이를 여행할 때는 출입국관리가 없다시피했으나, 2016년 10월 이후 제3국에서 국경 검문을 거치지 않고 러시아로 입국하는 것이 금지됨에 따라 제3국 출신 국민은 서류 검사를 받고 있다. 주벨라루스 폴란드 대사관은 러시아를 라트비아나 우크라이나를 통해 진입할 것을 권고하고 있다.
2017년 5월 이전까지는 러시아와 벨라루스 간의 항공편은 국내선으로 취급하여 일반적인 신분 확인 외의 출입국관리를 받지 않았으나 그 이후는 국제선으로 취급하여 제3국 국민은 일반적인 출입국 절차를 밟는다. 러시아와 벨라루스 시민들에게는 지금도 국내선으로 취급하고 있다.
2020년 3월 16일, 러시아는 코로나19 범유행으로 인해 벨라루스와의 국경을 닫았다.
2020년 7월 29일 벨라루스의 국무장관은 자국의 국경 감시를 강화할 것이라 발표하며, "러시아 연방과의 국경도 포함이며, 국경을 넘는 사람들을 추적한다"고 말했다. 7월 31일에는 러시아 측의 국경 감시가 강화되었으며, 스몰렌스크 지역 러시아 연방보안국은 국경을 통과하는 벨라루스 시민들을 기록하라는 지시를 받았다.